# Pisaura quadrilineata
Pisaura quadrilineata är en spindelart som först beskrevs av Lucas 1838.  Pisaura quadrilineata ingår i släktet Pisaura och familjen vårdnätsspindlar. Inga underarter finns listade i Catalogue of Life.